# Brevi vite
Brevi vite (The Sandman: Brief Lives) è un volume antologico pubblicato nel 1994 che raccoglie un ciclo di storie pubblicate originariamente negli Stati Uniti d'America dalla DC Comics nella serie a fumetti Sandman, scritta da Neil Gaiman e illustrata da Jill Thompson negli anni novanta. Fa parte di una serie di volumi del quale rappresenta il settimo numero.

## Storia editoriale
Il volume raccoglie gli episodi pubblicati originariamente nella serie regolare Sandman dal n. 41 al n. 49 fra il 1992 e il 1993. Tutte le storie sono state scritte da Neil Gaiman, disegnate da Jill Thompson e inchiostrate da ince Locke o Dick Giordano, colorate da Daniel Vozzo e con il lettering di Todd Klein. Fu preceduto dal volume Favole e riflessi e seguito da La locanda alla fine dei mondi e venne pubblicato nel 1994 in due diverse edizioni, con copertina flessibile e con copertina rigida

## Trama
Delirio, sorella di Sogno, decide di cercare Distruzione, il loro fratello da tempo scomparso che trecento anni prima aveva abbandonato il suo ruolo e le sue responsabilità. Sogno dà ascolto alla sorella, intenzionato a ritrovare il fratello. Distruzione non vuole essere trovato e, dopo alcune peripezie, Sogno decide di chiedere aiuto a suo figlio Orfeo che in cambio chiede al padre di porre fine alla sua esistenza. Ritrovato Distruzione, questi si rifiuta di tornare al suo ruolo e Sogno ritorna infine nel suo regno dopo aver ucciso il figlio Orfeo.